# Si tú no estás
"Se tú no estás" é uma canção do álbum de estúdio A todo rock da boy band porto-riquenha Menudo, lançada em 1983, pela gravadora RCA Records. Trata-se de uma balada, que tem como principal vocalista o integrante Ray Reyes e que foi lançada como um dos singles no mesmo ano. A canção foi um dos destaques comerciais do álbum, alcançando a posição de número 8 na parada musical da Colômbia.
A letra da música conta a história de separação de um jovem casal, como pode ser notado nos versos: “En un momento nos iremos, este será el peor de mis viajes, si puedo recuperarme y actuar en esta gran ciudad”. O videoclipe da canção foi protagonizado por Ray Reyes.
Uma versão em inglês foi lançada como single ainda em 1983, e intitulada "If You're Not Here (By My Side)". Essa versão tem Robby Rosa como principal vocalista. Segundo a revista Cashbox a canção "traz uma melodia pop clássica cantada por uma voz masculina jovem, aguda e excepcionalmente clara, com um fundo de orquestra de cento e um instrumentos de corda". Em relação ao desempenho comercial, nos Estados Unidos atingiu a posição de número 36 na parada musical Hot R&B/Hip-Hop Songs, da revista Billboard. A música se tornou bastante popular na Jamaica.
No Brasil, a versão em inglês da canção entrou para a trilha sonora da novela Partido Alto, da TV Globo, sendo tema do personagem Fernando, interpretado por Roberto Bataglin. De acordo com a revista Veja, a canção "estacionou nos primeiros lugares entre as canções mais executadas das rádios FM do país". O single vendeu 270 mil cópias em terras brasileiras, e alcançou a posição de número 1 na lista da Nelson Oliveira Pesquisa e Estudo de Mercado (Nopem) de canções mais executadas nas rádios.
A versão em português, "Se Tu Não Estás", foi lançada em um compacto simples e traz a faixa "Não Se Reprima" em um dos lados, sem identificação de ser lado A ou B. Esse compacto vendeu 1 milhão de cópias no Brasil e foi certificado com um disco de diamante. As faixas serviram para dar apoio na divulgação do álbum Mania, de 1984.

## Lista de faixas
- Créditos adaptados da contracapa dos compactos "Si tú no estás" (1983),[2] e "If You're Not Here (By My Side)" de 1984.[6]

### Si tú no estás
Lado A
| N.º | Título           | Compositor(es)             | Duração |  |
| 1.  | "Si tú no estás" | A. Monroy C. Villa E. Diaz | 4:28    |  |

Lado B
| N.º | Título              | Compositor(es)      | Duração |  |
| 1.  | "Amor en bicicleta" | A. Monroy C. Villa* | 3:36    |  |

### If You're Not Here (By My Side)
Lado A
| N.º | Título                            | Compositor(es)                      | Duração |  |
| 1.  | "If You're Not Here (By My Side)" | C. Villa A. Monroy E. Díaz M. Pagán | 4:27    |  |

Lado B
| N.º | Título                | Compositor(es)                       | Duração |  |
| 1.  | "Gotta Get On Movin'" | C. Villa A. Monroy M. Pagan C. Villa | 3:23    |  |

## Tabelas

### Tabelas semanais
"Si tú no estás"
| Tabela musical (1984) | Posição |
| --------------------- | ------- |
| Colômbia (La Opinión) | 8       |

"If You're Not Here (By My Side)"
| Tabela musical (1984)                            | Posição |
| ------------------------------------------------ | ------- |
| Brasil (Nopem)                                   | 1       |
| Estados Unidos (Billboard Hot R&B/Hip-Hop Songs) | 36      |

## Certificações e vendas
"If You're Not Here (By My Side)"
| Região | Certificação | Vendas certificadas |
| ------ | ------------ | ------------------- |
| Brasil | Platina      | 270,000             |